# Jan Šlechta
Jan Šlechta (18. září 1959 – 8. října 2019) byl český programátor, středoškolský a vysokoškolský učitel, vysokohorský turista, horolezec, literát a člen Strany zelených. Byl mediálně znám svými výstupy během volby předsednictva na teplickém a druhém karlínském sjezdu Strany zelených, stejně jako na Valných hromadách Českého horolezeckého svazu. Mezi programátory byl znám jako propagátor jazyka Specification and Description Language (SDL). Místem jeho posledního odpočinku je Sněžka, kde byl dle posledního přání rozptýlen jeho popel.

## Studia, armáda, profesní kariéra
Vystudoval obor Elektronické počítače a jejich operační a datový software na Vysoké škole strojní a elektrotechnické v Plzni. Od roku 1986 studoval při zaměstnání na Katedře telekomunikační techniky ČVUT v Praze, kde získal titul CSc.
V 80. letech 20. století sloužil v hodnosti poručíka u jaderného raketového vojska (Scud-5 a Scud-20) v Hranicích.
Nejméně od roku 1986 pracoval ve Výzkumném ústavu telekomunikací (dříve TESLA VÚT, dnes TTC), kde v letech 1991–1992 vedl tým zabývající se jazykem Specification and Description Language a systémy CASE. V letech 1998–2002 absolvoval stáž na katedře datových komunikací Univerzity v Lundu, v roce 2001 kurs jazyka TTCN v Oxfordu.
Vyučoval technické vybavení na SŠAI Weilova (dříve SOŠ a SOU Weilova) v Praze, V letech 2011–2013 působil na katedře číslicového návrhu Fakulty informačních technologií ČVUT, kde vyučoval předmět Systémy reálného času.

## Horolezecké aktivity
V roce 2003 absolvoval instruktorské horolezecké kurzy I. třídy a High Alpine Leader. Působil také v Českém horolezeckém svazu. V říjnu 2006 byl členem přípravného výboru a zakládajícím členem klubu Horal Krč.
Byl vůdčí osobností neformálního kroužku vysokohorské turistiky (skupiny kolegů a kamarádů). Pořádal výlety do českých i slovenských hor, a později i do Alp.
Z akcí, které pravidelně organizoval, zůstávají v paměti účastníků například Červova horoškola zaměřená nejen na lezení, ale také pobyt v letní i zimní krajině, minifestival outdoorových promítání v restauraci u Labutě a hlavně Alpiniáda - závod čtyř ročních období s královskou disciplínou výběh na Sněžku v zimním období odkudkoliv z nadmořské výšky 1000 m. V průběhu let se ukázalo, že nejrychlejší to bylo s mačkami a cepínem, ale účastníci to zkoušeli také na běžkách, na skialpech i pěšky po turistických cestách.

## Politická kariéra
Po roce 1988 byl zaměstnanci TESLA VÚT zvolen do rady pracovního kolektivu (analogie dozorčí rady) státního podniku dle socialistického zákona z roku 1988. V letech 1986–1992 byl členem Československé strany socialistické, kam vstoupil na obranu před nátlakem na vstup do KSČ, který předpokládal po zahájení studia k titulu CSc.
Od roku 2004 byl řadovým členem Strany zelených a působil v základní organizaci Praha 1.
Na sjezdu Strany zelených v Teplicích v roce 2008 se v silně podroušeném stavu představil delegátům jako kandidát na člena předsednictva strany. Mezi dalšími šesti kandidáty se umístil na posledním místě se ziskem 19 hlasů. Záznam tohoto projevu patřil k hlavním zprávám ze sjezdu v českém bulvárním i seriózním tisku. Na druhém karlínském sjezdu v roce 2016 kandidoval na předsedu strany. Skončil na třetím místě za Matějem Stropnickým a Petrem Štěpánkem.
V roce 2007 se angažoval v občanské iniciativě Ne základnám.

## Epilog
Ukázka ze sbírky poezie: Byl pozdní duben, první máj, do ranní mlhy choulil se kraj, zas člověk probudil se, zas rovně stál, a nikdo mu neříkal, co dělat má dál.